# Тронная речь

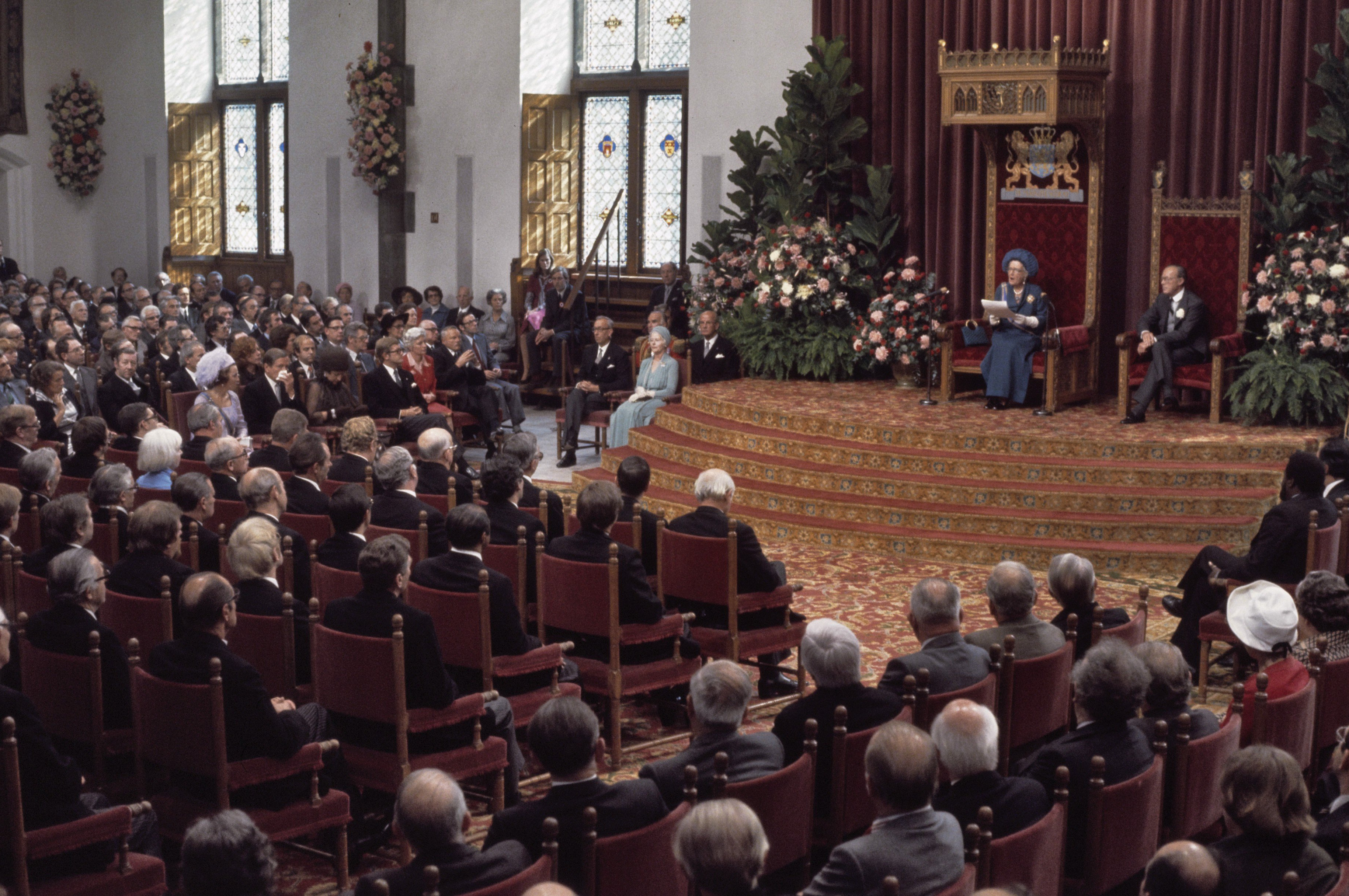
Тронная речь королевы Нидерландов Юлианы в 1976 году.

Тро́нная речь, также называемая коро́нной ре́чью — обычная для ряда монархий мира процедура, во время которой монарх (или его представитель (заменяющий его министр)) произносит подготовленное обращение перед собравшимся в полном составе парламентом, чтобы представить программу правительства государства на предстоящий год.
Тронная речь обычно содержит краткую программу деятельности правительства государства, и указывает вопросы, которые правительство государства ставит на обсуждение заседания народного представительства (совет, дума, рада и так далее), а иногда включает в себя также декларацию взглядов правительства по различным политическим вопросам. Коронная речь пишется не самим главой государства, а партией, преобладающей в нижней палате парламента.

## История

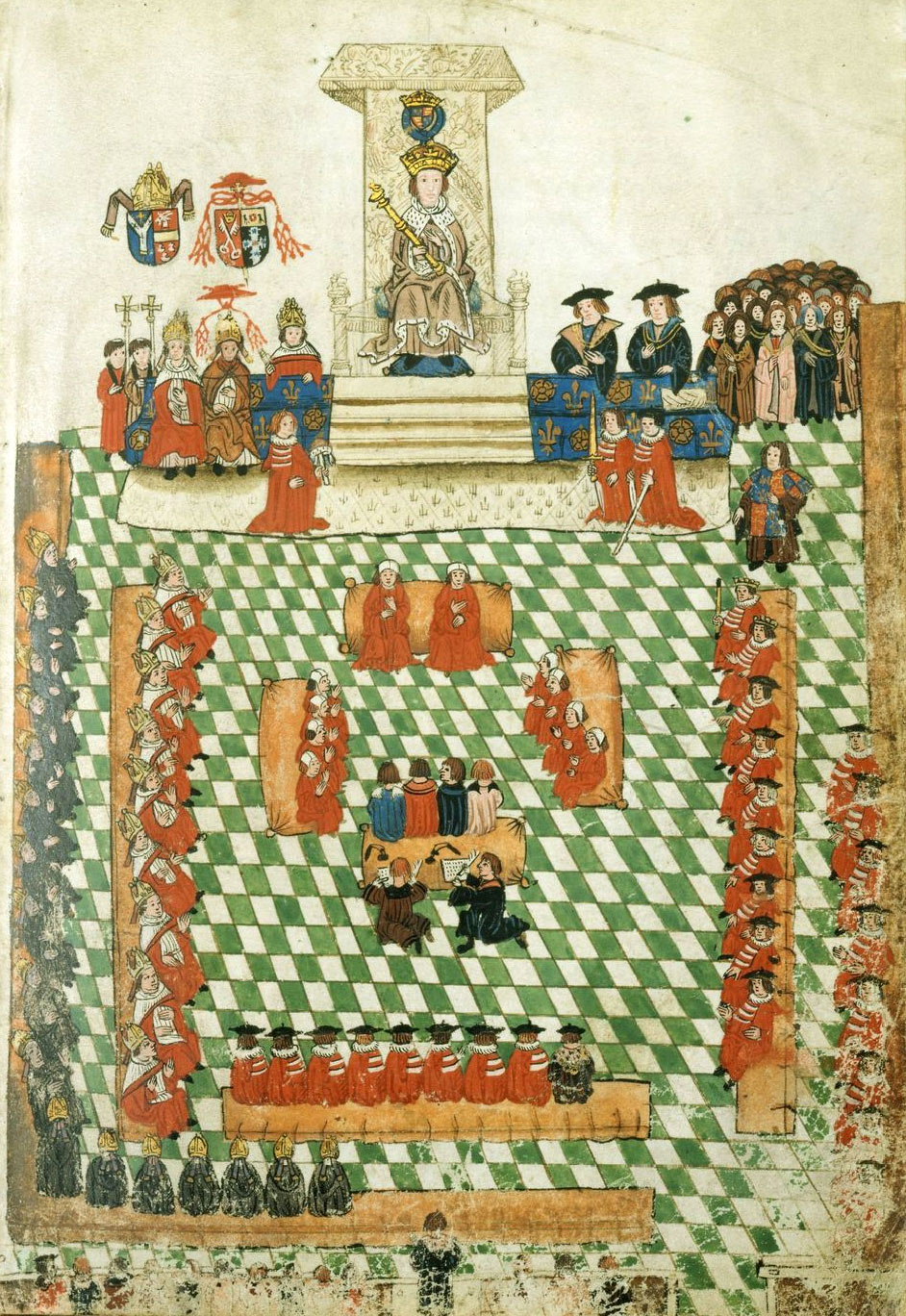
Церемония открытия английского парламента в 1523 году.

В Соединённом королевстве тронная речь (англ. Speech from the Throne) является частью очень торжественного ритуала, происходящего во время церемонии открытия Парламента. Зачитывается речь Монархом или канцлером Англии, а составляется премьер-министром.
В Нидерландах тронная речь зачитывается в третий вторник сентября и сопровождается представлением бюджета по определённому ритуалу, в котором участвуют премьер-министр и министр финансов. Этот день называется «днём принцев».
На тронную речь народное представительство (совет, дума, рада и так далее) даёт ответ называемый Адрес (Адрес парламентский). Подобный адрес, касаясь содержания тронной речи, заключал согласие с предлагаемой программой правительства или напротив — возражения против отдельных пунктов, иногда даже, при известных обстоятельствах, — и целой правительственной системы.